# Persone di nome Richard/Cestisti
| Questa pagina contiene informazioni ricavate automaticamente dalle voci biografiche con l'ausilio del template Bio e di un bot. L'aggiornamento è periodico e automatico e ricostruisce completamente la pagina. Se manca una persona in questa lista, sei pregato di non aggiungerla, ma accertati piuttosto che la sua voce biografica contenga il template Bio e che i dati anagrafici siano correttamente compilati. Se il template Bio manca, inseriscilo tu stesso o, in alternativa, metti l'avviso {{tmp\|Bio}} che ne segnala la mancanza. Se i dati riportati sono sbagliati, correggi direttamente la voce biografica; le modifiche saranno visibili in questa lista entro pochi giorni. Per chiarimenti vedi il progetto antroponimi. La lista contiene solo le 112 persone che sono citate nell'enciclopedia e per le quali è stato implementato correttamente il template Bio. Pagina aggiornata al 22 lug 2025. |

Questa è una lista di persone presenti nell'enciclopedia che hanno il nome Richard e sono cestisti.

## A(6)
- Rick Adelman, ex cestista e allenatore di pallacanestro statunitense (Lynwood, n. 1946)
- Richard Amardi, cestista canadese (Toronto, n. 1990)
- Richard Anderson, ex cestista statunitense (San Pedro, n. 1960)
- Richard Anderson, ex cestista canadese (Ottawa, n. 1977)
- Rick Apodaca, ex cestista statunitense (North Bergen, n. 1980)
- Dick Atha, cestista statunitense (Otterbein, n. 1931 - † 2020)

## B(7)
- Travis Bader, ex cestista e allenatore di pallacanestro statunitense (Okemos, n. 1991)
- Dick Barnett, cestista e allenatore di pallacanestro statunitense (Gary, n. 1936 - Largo, † 2025)
- Scooter Barry, ex cestista statunitense (Danville, n. 1966)
- Rick Barry, ex cestista e allenatore di pallacanestro statunitense (Elizabeth, n. 1944)
- Richard Bella, ex cestista centrafricano (Bimbo, n. 1964)
- Dick Boushka, cestista statunitense (Springfield, n. 1934 - Port St. Lucie, † 2019)
- Dick Bunt, cestista e allenatore di pallacanestro statunitense (Queens, n. 1929 - North Salem, † 2021)

## C(4)
- Rick Calloway, ex cestista statunitense (Cincinnati, n. 1966)
- Richard Chaney, ex cestista statunitense (Los Angeles, n. 1984)
- Dick Clark, cestista statunitense (Findlay, n. 1944 - Connelly Springs, † 1988)
- Richard Coffey, ex cestista statunitense (Aurora, n. 1965)

## D(9)
- Richard Dacoury, ex cestista francese (Abidjan, n. 1959)
- Rick Darnell, ex cestista statunitense (n. 1953)
- Dick Davies, cestista statunitense (Harrisburg, n. 1936 - Loudon, † 2012)
- Dick Dickey, cestista statunitense (Rigdon, n. 1926 - Indianapolis, † 2006)
- Joey Dorsey, ex cestista statunitense (Baltimora, n. 1983)
- Dick Duckett, cestista statunitense (Brooklyn, n. 1933 - Naples, † 2021)
- Richard Duke, ex cestista australiano (Melbourne, n. 1948)
- Richard Dumas, ex cestista statunitense (Tulsa, n. 1969)
- Rich Dumas, cestista statunitense (Oklahoma City, n. 1944 - Berlin, † 1991)

## E(1)
- Rich Eichhorst, ex cestista, arbitro di pallacanestro e arbitro di football americano statunitense (n. 1933)

## F(7)
- Dick Farley, cestista statunitense (Winslow, n. 1932 - Fort Wayne, † 1969)
- Dick Faszholz, cestista statunitense (Berkeley, n. 1925 - St. Louis, † 2001)
- Rick Fisher, cestista statunitense (Denver, n. 1948 - Oxnard, † 2019)
- Dick Fitzgerald, cestista e allenatore di pallacanestro statunitense (Queens, n. 1920 - Montauk, † 1968)
- Richie Frahm, ex cestista statunitense (Battle Ground, n. 1977)
- Richard Freudenberg, ex cestista tedesco (Heidelberg, n. 1998)
- Dick Furey, cestista e allenatore di pallacanestro statunitense (St. Paul, n. 1925 - Mendota Heights, † 1998)

## G(7)
- Ricky Gallon, cestista statunitense (Tampa, n. 1957 - † 2025)
- Dick Garmaker, cestista statunitense (Hibbing, n. 1932 - † 2020)
- Rich Gott, cestista statunitense (El Paso, n. 1932 - Peoria, † 2016)
- Richard Griese, cestista e pallamanista tedesco (n. 1930 - † 2016)
- Dick Grubar, ex cestista statunitense (Schenectady, n. 1947)
- Richie Guerin, ex cestista, allenatore di pallacanestro e dirigente sportivo statunitense (New York, n. 1932)
- R.T. Guinn, cestista statunitense (Bryan, n. 1981)

## H(5)
- Richard Hamilton, ex cestista statunitense (Coatesville, n. 1978)
- Ricky Hickman, ex cestista statunitense (Winston-Salem, n. 1985)
- Dick Holub, cestista e allenatore di pallacanestro statunitense (Racine, n. 1921 - Sun City West, † 2009)
- Richard Howell, cestista statunitense (Marietta, n. 1990)
- Rick Hunger, ex cestista canadese (Montréal, n. 1959)

## J(6)
- Rick Jackson, cestista statunitense (Filadelfia, n. 1989)
- Richard Jefferson, ex cestista statunitense (Los Angeles, n. 1980)
- Trey Jemison, cestista statunitense (Birmingham, n. 1999)
- Rich Johnson, cestista statunitense (Alexandria, n. 1946 - Vicksburg, † 1994)
- Tre Johnson, cestista statunitense (Dallas, n. 2006)
- Rich Jones, ex cestista statunitense (Memphis, n. 1946)

## K(5)
- Rich Kelley, ex cestista statunitense (San Mateo, n. 1953)
- Rich King, ex cestista statunitense (Lincoln, n. 1969)
- Dick Klein, cestista e giocatore di baseball statunitense (Fort Madison, n. 1920 - Greenville, † 2000)
- Dick Knostman, cestista statunitense (Wamego, n. 1931 - Wickenburg, † 2022)
- Richard Körner, cestista slovacco (Košice, n. 1990)

## L(2)
- Rich Laurel, ex cestista statunitense (Filadelfia, n. 1954)
- Richard Lugo, ex cestista venezuelano (Calabozo, n. 1973)

## M(13)
- Rich Manning, ex cestista statunitense (Tacoma, n. 1970)
- Richard Matienzo, ex cestista cubano (L'Avana, n. 1969)
- Mickey McConnell, ex cestista statunitense (Mesa, n. 1989)
- Dick McGuire, cestista e allenatore di pallacanestro statunitense (Huntington, n. 1926 - Long Island, † 2010)
- Richard Medina, ex cestista venezuelano (n. 1968)
- Dick Mehen, cestista statunitense (Wheeling, n. 1922 - Westlake, † 1986)
- Rich Melzer, ex cestista statunitense (Minneapolis, n. 1979)
- Dick Miller, cestista statunitense (Milwaukee, n. 1958 - Romulus, † 2014)
- Pete Miller, ex cestista e allenatore di pallacanestro statunitense (n. 1952)
- Richie Moore, ex cestista statunitense (Filadelfia, n. 1945)
- Richard Morton, ex cestista e allenatore di pallacanestro statunitense (San Francisco, n. 1966)
- Rick Mount, ex cestista statunitense (Lebanon, n. 1947)
- Dick Murphy, cestista statunitense (n. 1921 - Los Angeles, † 1973)

## N(2)
- Dick Nemelka, cestista statunitense (Salt Lake City, n. 1943 - Salt Lake City, † 2020)
- Rich Niemann, ex cestista statunitense (St. Louis, n. 1946)

## O(3)
- Dick O'Keefe, cestista statunitense (San Francisco, n. 1923 - Greenbrae, † 2006)
- Dick O'Neal, cestista statunitense (Dallas, n. 1935 - Fort Worth, † 2013)
- Richard Oruche, ex cestista statunitense (Oak Park, n. 1987)

## P(5)
- Rich Parks, cestista statunitense (n. 1943 - † 1978)
- Rich Peek, cestista statunitense (Miami, n. 1943 - Tyler, † 2014)
- Richard Percudani, cestista e allenatore di pallacanestro statunitense (New York, n. 1936 - Phoenix, † 2001)
- Richard Petruška, ex cestista e dirigente sportivo slovacco (Levice, n. 1969)
- Richie Pietri, cestista portoricano (n. 1944 - † 1999)

## R(9)
- Rick Raivio, ex cestista statunitense (Portland)
- Richie Regan, cestista e allenatore di pallacanestro statunitense (Newark, n. 1930 - Neptune, † 2002)
- Richard Rellford, ex cestista statunitense (Riviera Beach, n. 1964)
- Dick Retherford, cestista statunitense (Newark, n. 1930 - † 2019)
- Dick Ricketts, cestista e giocatore di baseball statunitense (Pottstown, n. 1933 - Rochester, † 1988)
- Rich Rinaldi, ex cestista statunitense (Poughkeepsie, n. 1949)
- Richard Roby, ex cestista statunitense (San Bernardino, n. 1985)
- Richard Mason Rocca, ex cestista statunitense (Highland Park, n. 1977)
- Dick Rosenthal, cestista e dirigente sportivo statunitense (St. Louis, n. 1930 - Estero, † 2024)

## S(10)
- Dick Schnittker, cestista statunitense (Kelleys Island, n. 1928 - Green Valley, † 2020)
- Dick Schulz, cestista statunitense (Racine, n. 1917 - Tucson, † 1998)
- Richard Scott, ex cestista statunitense (Little Rock, n. 1971)
- Ricky Shields, ex cestista statunitense (Upper Marlboro, n. 1982)
- Dick Shrider, cestista, allenatore di pallacanestro e dirigente sportivo statunitense (Glass Rock, n. 1923 - Somerville, † 2014)
- Dick Snyder, ex cestista statunitense (North Canton, n. 1944)
- Richard Solomon, cestista statunitense (Inglewood, n. 1992)
- Richard Soto, ex cestista portoricano (New York, n. 1968)
- Rick Stafford, ex cestista e allenatore di pallacanestro statunitense (Salt Lake City, n. 1972)
- Dick Surhoff, cestista statunitense (Union City, n. 1929 - Harrisburg, † 1987)

## T(1)
- Dick Triptow, cestista e allenatore di pallacanestro statunitense (Chicago, n. 1922 - Lake Forest, † 2015)

## V(2)
- Richard van Poelgeest, ex cestista olandese (L'Aia, n. 1966)
- Dick Van Arsdale, cestista, allenatore di pallacanestro e dirigente sportivo statunitense (Indianapolis, n. 1943 - Phoenix, † 2024)

## W(7)
- Richard Washington, ex cestista statunitense (Portland, n. 1955)
- Dick Wehr, cestista e allenatore di pallacanestro statunitense (Caldwell, n. 1925 - Decatur, † 2011)
- Rick Weitzman, ex cestista statunitense (n. 1946)
- Dick Welsh, cestista statunitense (Steubenville, n. 1933 - † 2023)
- Richie Williams, cestista statunitense (San Diego, n. 1987)
- Rickey Williams, ex cestista statunitense (Buffalo, n. 1957)
- Rick Wilson, ex cestista statunitense (Louisville, n. 1956)

## Y(1)
- Rich Yonakor, cestista statunitense (Euclid, n. 1958 - † 2022)